# 孫潘戈 (薩卡特佩克斯省)
孫潘戈（西班牙語：Sumpango）是危地馬拉的城鎮，由薩卡特佩克斯省負責管轄，位於該國南部，始建於1542年，面積55平方公里，海拔高度1,900米，該鎮在每年11月1日舉辦風箏節，2002年人口27,999。

## 外部連結
- Sumpango.com.gt Official city website Update In Spanish
- Official city website（页面存档备份，存于） In Spanish

14°39′N 90°44′W / 14.650°N 90.733°W